# Bakar (by)
Bakar (kroatisk udtale: [bǎkar]; italiensk: Buccari; ungarsk: Szádrév) er en by i Primorje-Gorski Kotar distrikt i det vestlige Kroatien med 7.573 (2021) indbyggere.
Den gamle del af Bakar ligger på en bakke med udsigt over Bakarbugten. Bakar er det kroatiske ord for "kobber". Bakar er en havn for bulkgods og var tidligere kendt for sit industrikompleks, der omfattede en koks fabrik, som udledte en betydelig mængde forurening. Bakars koksfabrik blev lukket i 1995, og siden da er forureningen i området  faldet betydeligt. Den historiske kerne af Bakar blev registreret som et kulturelt monument i 1968. 

## Historie
I slutningen af det 19. og begyndelsen af det 20. århundrede var Bakar en distriktshovedstad i Modruš-Rijeka distrikt i Kongeriget Kroatien-Slavonien.

### 1. verdenskrig
I februar 1918 under 1. verdenskrig deltog Gabriele D'Annunzio og Costanzo Ciano i et dristigt, men militært irrelevant, flådeangreb på Bakars havn (i Italien kendt som La beffa di Buccari, dvs. "latterliggørelsen i Bakar", hvilket var med til at hæve stemningen i den italienske offentlighed.
Efter Første Verdenskrig, fra slutningen af 1920, var Bakar et af de vigtigste indrejsepunkter for tusindvis af russiske flygtninge, der ankom til Kongeriget SHS efter afslutningen af den russiske borgerkrig i den europæiske del af det tidligere Russiske Kejserrige, hovedsagelig fra Krim, efter det endelige nederlag for de hvide hære under general Pjotr Wrangel der i november 1920.

### 2. verdenskrig
Under 2. verdenskrig var Bakar en italiensk koncentrationslejr, hvor civilbefolkningen fra provinsen Ljubljana, samt kroater og serbere blev interneret. På det højeste var der 893 internerede..

## Demografi
Indbyggertallet i byen var 8.279 ifølge den kroatiske folketælling i 2011, herunder 1.473 i titulærbyen. 90 % af befolkningen erklærede sig etnisk som kroater. Det største etniske mindretal er serbere med 2,91% af befolkningen. 